# 旭秀鵬滉規
旭秀鵬 滉規（きょくしゅうほう こうき、1988年8月9日 - ）は、モンゴル国ウランバートル市出身で、友綱部屋（入門時は大島部屋）に所属した元大相撲力士。本名はトゥムルバートル・エルデネバートル（モンゴル語キリル文字表記：Төмөрбаатарын Эрдэнэбаатар）。身長191cm、体重156kg、血液型はA型。得意手は右四つ、寄り。最高位は東前頭4枚目（2016年1月場所）。

## 来歴
父は運送会社の元社長、母は元教師。首都ウランバートルの中心部に住み、3人きょうだいの姉が軍の病院医師、兄は日本の防衛大に留学して、現在は大統領警護官。モンゴルでは6月から8月末まで3ヶ月も夏休みがあり、その間、首都ウランバートルに住む多くの子どもたちは、田舎に行って暮らすが、旭秀鵬関も「家族で1カ月、親戚の家に行くんです。空気がすごくいい。馬に乗り、ヒツジを5キロくらい離れた遠くに連れて行く。夜は星がきれい。川でも遊びましたね」とその思い出を語っている。幼少期には落馬を何度も経験しているが、急がないと馬に乗られるためすぐに起き上ったという。2016年の夏巡業では、回転寿司店やラーメン店、居酒屋までもある現代のウランバートルの街について「街に何でもある。びっくりしました。みんな、田舎がなくなっているから、大自然で暮らす子も少なくなっているんですよ」と話している。何不自由ない生活で、父はエルデネバートルには軍人関係以外になることを希望した。当時モンゴルではバスケットボールを行っており、両手のダンクシュートも難なく決めた。エルデネバートルは進路を決めるときドイツ留学も希望していた。
2004年にモンゴル・ウランバートルから岐阜県本巣市の岐阜第一高等学校（モンゴル柔道連盟と提携しモンゴルからの留学生を受け入れている）に柔道留学。これ以前まで柔道は未経験だったが2年時には県大会100kg級で優勝、東海大会で3位。しかしこの2年時の県大会決勝で持ち上げて投げた瞬間、相手の膝が左の目の下に当たって顔面骨折した。「もっと大きな目標がある」との監督・高橋義裕の方針で全国大会は断念。県大会決勝で破った相手が全国でベスト8までいき、悔しがった。
高校在学中に防衛大学校に留学中であった兄と旭天鵬が巡業で知り合い、3人で食事をする仲になった。相撲未経験でありながら旭秀鵬が角界入りの願望を持っていることを旭天鵬が知ると、ちょうど大島部屋が旭鷲山の引退により外国人枠が空いた状況にあったため、旭天鵬は「強くなると思った。顔もいいし、体もいい。どうせなら大島部屋へ」と誘った。しかし高校側は進路先に推していた大学との関係があり、国費留学でもあるため入門は簡単ではなかった。また、モンゴル本国に角界入り待ちの少年が大勢待っている中でのエルデネバートルのこの動きは完全な割り込みのため、そのこともあって揉めに揉めたが監督の高橋が「自分で後悔しない道を自分で選びなさい」と送り出したことでこの問題は解決し、これにより大島部屋入門を果たした。
2007年5月場所で初土俵を踏み、序ノ口を1場所で通過。11月場所では7戦全勝力士3人による優勝決定戦を制し序二段優勝を果たした。
2011年は7月場所、幕下西2枚目の地位で5勝2敗と勝ち越して、9月場所で十両に昇進。9月場所9勝6敗、11月場所で10勝5敗の成績を収め、十両を2場所で通過した。
新入幕で迎えた2012年1月場所は9日目からの6連敗で負け越した。師匠の停年により、2012年5月場所からは友綱部屋所属となった。同年7月場所は西十両筆頭の地位で初日から7連敗の後休場（8日目は不戦敗で、0勝8敗7休）したことや、幕下から十両へ昇進する力士が多かったこともあり、翌9月場所では幕下へ陥落してしまった。十両筆頭の力士が翌場所で幕下に陥落するのは1913年（大正2年）5月場所の勝鬨以来99年ぶりで、所属する友綱部屋のブログでも、この陥落には不満の意があることが表明された。しかし、その場所は6勝1敗として、1場所で十両復帰を決めた。
2012年11月場所で十両に復帰して以降は勝ち越しが続き、2013年3月場所では東十両2枚目の地位で12勝3敗とし東龍との十両優勝決定戦を制して十両優勝。翌5月場所で8場所ぶりの返り入幕を果たしたが、9日目の千代大龍戦で敗れた時に右膝の複合靭帯を損傷し、10日目から途中休場することになってしまった。十両（西十両2枚目）へ降下した翌7月場所では7勝8敗と負け越したが、翌9月場所は西十両3枚目で11勝4敗と勝ち越し。翌11月場所では2013年5月場所以来3場所ぶりの幕内復帰（東前頭14枚目）で、幕内では初めての勝ち越し。
2014年1月場所は初日の千代鳳戦で左の眉間にぶちかましを受けて大流血するハプニングに始まり中日まで2勝6敗と絶不調だった。そのまま10日目に負け越しが決定したが終盤に3連勝して5勝10敗とした。翌3月場所は8勝7敗の勝ち越しを得て、続く5月場所には再入幕して東前頭15枚目の地位を得た。その後は幕内に定着し、2016年には上位も窺う地位となったが、右膝を痛めて同年5月場所を全休し、7月場所では一気に十両へ転落した。7月場所は初日から連敗スタートするなど序盤は負けが先行したが、7日目から6連勝するなどで10勝を挙げた。東の6枚目で10勝という成績ながら番付運に恵まれ一場所で幕内に復帰となった。続く9月場所は13日目に7敗目を喫して後が無くなったが、残りを連勝して8勝7敗と5場所ぶりに幕内で勝ち越した。しかし11月場所は3勝12敗と大敗して再び十両へ転落。
2017年1月場所は東の2枚目で8勝の成績ながら番付運にも恵まれてまたも一場所で幕内に復帰。しかし3月場所は5勝10敗と1場所で十両へ再降格となった。5月場所は12日目に勝ち越しを決めたもののそこから3連敗で8勝7敗の成績。1場所での幕内復帰は叶わなかった。西の筆頭に番付を上げた7月場所は5勝10敗と二桁の負け越し。
2018年春巡業は初日からの休場が発表された。夏巡業で積極的に稽古していたが、場所に入ると相撲に精彩を欠き、12日目に負け越しを確定させて場所を5勝10敗で終える。12月25日、5歳年下のモンゴル出身女性との結婚会見を友綱部屋で開いた。この時点で語学留学して来日7年の夫人とは、その4年前から交際をスタートし、2017年10月2日に婚姻届を提出しており、結婚発表当時既に2歳1カ月と7カ月の2女がいた。
2019年5月場所6日目の豊ノ島戦では最初は白星を得たかに見えたが、令和初となる十両以上の取り組みにおける物言いが付き、同体ではないかと物言いが付いた中、豊ノ島が尻から落ちるより先に旭秀鵬の右手が着いたと行司差し違えにより黒星を喫した。行司差し違えも十両の取り組みにおいては令和初。
6月9日、都内のホテルで結婚披露宴を行った。多くの関取衆、伊勢ケ濱一門の親方衆など460人の出席者に祝福され、モンゴルからも70人の出席者が駆け付けた。
2021年1月場所は、場所前に同部屋の力士に新型コロナウイルス感染が確認されたことに伴い、濃厚接触者に該当する可能性があるとして全休した。翌3月場所の番付は事情が考慮されて、全休ながら1枚降下に留まった。11月場所は東十両14枚目の地位で6勝9敗と負け越し、54場所連続で守り抜いた関取の地位を失うこととなった。東幕下筆頭に下がった2022年1月場所は初日から休場していたが、13日目（1月21日）に日本相撲協会から引退が発表された。引退会見では怪我の状態が良くないことから気持ちが切れたことを説明し、思い出の場所としては新十両を決めた2011年7月場所と十両優勝を果たした2013年3月場所を挙げた。今後については具体的な意向は示さなかったものの「これからもまたいろいろ考えて頑張っていきます」とコメント。同席した師匠は「第2の人生も相撲で学んだことを生かして頑張ってほしい」とエールを送った。
2023年6月4日に都内のホテルで断髪式を行った。先代大島親方（元大関・旭国）ら約370人が駆けつけてはさみを入れ、師匠の大島親方（元関脇・旭天鵬）が止めばさみを入れた。「どれぐらい集まるか不安だった。昨日はいろんなことを思い浮かべながら涙が出てきちゃって寝れなかった。きょうはみんなの顔を見たら、落ち着いていたかな」と振り返った。「お父さんと同い歳。巡業でも他の付け人が洗濯物とかであちこちいっちゃうのに、俺だけ親方の部屋で腕立てやったりしていた。そのときは嫌だと思ったけど、関取にもなれた。今となってありがたいすね」と先代大島親方との思い出を懐かしそうに話した。この際の報道によるとモンゴルで貿易会社を起こして経営者として活動に励んでいるという。

## 取り口
右四つからの寄りが得意であるが、突っ張りによる相撲もこなせる。上手からでも下手からでも投げが決まり、引き技もある。懐が深く、四つ身で素早く寄るところは兄弟子の旭天鵬に似たところである。このオールラウンダーぶりは幕内に上がってから体格が大きくなったことによるものであり、振分（元小結・高見盛）がそのように解説したことがある。しかし型が無いことが弱点として指摘されており、2016年3月場所前の座談会で浦風（元幕内・敷島）が指摘している上に、高崎（元幕内・金開山）も「何でもできるけど、器用と言うわけでもない」「一応、右四つが得意なんだろうけど、四つになっても不安ですよね。何となく勝っている感じ」と話している。同年11月場所前の座談会では、突っ張りも突き切るものではなく寄りか叩きにつなぐことがしばしばであると鳴戸（元大関・琴欧洲）は分析しており、中立（元小結・小城錦）も「だから二、三発、付いて相手の上体を越して捕まえて寄るような相撲だったら、そんなに膝もケガしないと思うんだけど、飛んだり跳ねたりいろんなことをするからね」と返している。膝の怪我もあって負ける相撲はあっさりとしたものが多い。

## エピソード
- 2015年5月場所中日の阿夢露戦では両手で顔面を掴んで引く引き落としを見せ、報道では入門前に行っていたバスケットボールになぞらえて"ダンク落とし"と評されて話題になった[4]。
- 旭日を背景にマグロが描かれた化粧廻しを贈られている[21]。

## 主な成績
- 通算成績：524勝504敗54休（87場所）
- 幕内成績：127勝153敗20休（20場所）
- 各段優勝：十両優勝1回（2013年3月場所）、序二段優勝1回（2007年11月場所）

### 場所別成績
| | 一月場所 初場所（東京） | 三月場所 春場所（大阪） | 五月場所 夏場所（東京） | 七月場所 名古屋場所（愛知） | 九月場所 秋場所（東京） | 十一月場所 九州場所（福岡） |
| --- | ----------------------- | ----------------------- | ----------------------- | --------------------------- | ----------------------- | --------------------------- |
| 2007年 （平成19年） | x                       | x                       | （前相撲）              | 西序ノ口35枚目 6–1          | 西序二段76枚目 6–1      | 東序二段5枚目 優勝 7–0      |
| 2008年 （平成20年） | 西三段目14枚目 5–2      | 西幕下55枚目 5–2        | 西幕下35枚目 4–3        | 東幕下29枚目 2–5            | 西幕下42枚目 6–1        | 東幕下16枚目 0–6–1          |
| 2009年 （平成21年） | 西幕下52枚目 5–2        | 東幕下37枚目 4–3        | 東幕下29枚目 0–3–4      | 東三段目5枚目 4–3           | 東幕下55枚目 6–1        | 西幕下26枚目 4–3            |
| 2010年 （平成22年） | 東幕下22枚目 4–3        | 東幕下18枚目 2–5        | 東幕下32枚目 6–1        | 西幕下13枚目 3–4            | 西幕下17枚目 5–2        | 西幕下8枚目 4–3             |
| 2011年 （平成23年） | 東幕下4枚目 2–5         | 八百長問題 により中止   | 東幕下12枚目 4–3        | 東幕下2枚目 5–2             | 西十両10枚目 9–6        | 東十両6枚目 10–5            |
| 2012年 （平成24年） | 西前頭15枚目 3–12       | 西十両9枚目 9–6         | 東十両5枚目 9–6         | 西十両筆頭 0–8–7            | 東幕下筆頭 6–1          | 西十両10枚目 8–7            |
| 2013年 （平成25年） | 東十両9枚目 11–4        | 東十両2枚目 優勝 12–3   | 西前頭12枚目 5–5–5      | 西十両2枚目 7–8             | 西十両3枚目 11–4        | 東前頭14枚目 8–7            |
| 2014年 （平成26年） | 東前頭13枚目 5–10       | 東十両筆頭 8–7          | 東前頭15枚目 9–6        | 西前頭12枚目 6–9            | 東前頭15枚目 7–8        | 西前頭15枚目 9–6            |
| 2015年 （平成27年） | 東前頭12枚目 8–7        | 東前頭10枚目 7–8        | 西前頭11枚目 9–6        | 東前頭6枚目 5–10            | 西前頭10枚目 8–7        | 西前頭7枚目 9–6             |
| 2016年 （平成28年） | 東前頭4枚目 7–8         | 東前頭5枚目 6–9         | 東前頭8枚目 休場 0–0–15 | 東十両6枚目 10–5            | 西前頭15枚目 8–7        | 東前頭11枚目 3–12           |
| 2017年 （平成29年） | 東十両2枚目 8–7         | 西前頭14枚目 5–10       | 西十両2枚目 8–7         | 西十両筆頭 5–10             | 東十両6枚目 9–6         | 東十両2枚目 6–9             |
| 2018年 （平成30年） | 東十両4枚目 8–7         | 西十両2枚目 7–8         | 東十両3枚目 6–9         | 西十両6枚目 8–7             | 西十両4枚目 5–10        | 東十両8枚目 5–10            |
| 2019年 （平成31年 /令和元年） | 東十両13枚目 9–6        | 東十両6枚目 8–7         | 東十両3枚目 6–9         | 東十両5枚目 7–8             | 東十両7枚目 7–8         | 東十両8枚目 7–8             |
| 2020年 （令和2年） | 東十両9枚目 10–5        | 西十両5枚目 8–7         | 感染症拡大 により中止   | 西十両3枚目 6–9             | 西十両5枚目 5–10        | 西十両10枚目 10–5           |
| 2021年 （令和3年） | 西十両4枚目 休場 0–0–15 | 西十両5枚目 6–9         | 西十両7枚目 6–9         | 西十両10枚目 6–9            | 東十両12枚目 6–9        | 東十両14枚目 6–9            |
| 2022年 （令和4年） | 東幕下筆頭 引退 0–0–7   | x                       | x                       | x                           | x                       | x                           |
| 各欄の数字は、「勝ち-負け-休場」を示す。 優勝 引退 休場 十両 幕下 三賞：敢=敢闘賞、殊=殊勲賞、技=技能賞 その他：★=金星 番付階級：幕内 - 十両 - 幕下 - 三段目 - 序二段 - 序ノ口 幕内序列：横綱 - 大関 - 関脇 - 小結 - 前頭（「#数字」は各位内の序列） |                         |                         |                         |                             |                         |                             |

### 幕内対戦成績
| 力士名   | 勝数 | 負数 | 力士名   | 勝数 | 負数 | 力士名   | 勝数 | 負数 | 力士名     | 勝数 | 負数 |
| -------- | ---- | ---- | -------- | ---- | ---- | -------- | ---- | ---- | ---------- | ---- | ---- |
| 碧山     | 1    | 2    | 朝赤龍   | 0    | 1    | 東龍     | 1    | 1    | 天風       | 0    | 1    |
| 安美錦   | 0    | 3    | 阿夢露   | 5    | 0    | 荒鷲     | 6    | 3    | 阿覧       | 0    | 1    |
| 勢       | 1    | 4    | 石浦     | 0    | 2    | 逸ノ城   | 1    | 2    | 宇良       | 0    | 1    |
| 遠藤     | 3    | 3    | 大砂嵐   | 0    | 3    | 隠岐の海 | 2    | 5    | 魁聖       | 0    | 1    |
| 臥牙丸   | 5    | 5    | 鏡桜     | 2    | 3    | 輝       | 1    | 0    | 北太樹     | 4    | 3    |
| 琴勇輝   | 2    | 7    | 磋牙司   | 1    | 0    | 佐田の海 | 6    | 5    | 佐田の富士 | 3    | 1    |
| 里山     | 0    | 1    | 常幸龍   | 3    | 1    | 翔天狼   | 1    | 2    | 松鳳山     | 4    | 2    |
| 青狼     | 0    | 1    | 蒼国来   | 7    | 4    | 大栄翔   | 1    | 1    | 大翔丸     | 2    | 1    |
| 大道     | 0    | 1    | 貴景勝   | 1    | 0    | 貴ノ岩   | 3    | 2    | 隆の山     | 1    | 0    |
| 髙安     | 2    | 3    | 宝富士   | 0    | 6    | 豪風     | 3    | 4    | 玉飛鳥     | 1    | 0    |
| 玉鷲     | 4    | 4    | 千代鳳   | 4    | 2    | 千代翔馬 | 1    | 1    | 千代大龍   | 2    | 4    |
| 千代ノ皇 | 1    | 0    | 千代の国 | 1    | 1    | 千代丸   | 3    | 2    | 照ノ富士   | 2    | 0    |
| 天鎧鵬   | 0    | 1    | 時天空   | 2    | 5(1) | 德勝龍   | 6    | 6    | 土佐豊     | 0    | 1    |
| 栃煌山   | 0    | 3    | 栃ノ心   | 1    | 1    | 栃乃若   | 1    | 2    | 豊ノ島     | 3    | 1    |
| 豊響     | 6    | 2    | 鳰の湖   | 0    | 1    | 錦木     | 0    | 3    | 日馬富士   | 0    | 1    |
| 英乃海   | 1    | 1    | 富士東   | 2    | 2    | 誉富士   | 2    | 4    | 舛ノ山     | 3    | 0    |
| 御嶽海   | 2    | 0    | 妙義龍   | 1    | 5    | 芳東     | 1    | 0    | 嘉風       | 1    | 6    |
| 若の里   | 1    | 1    |          |      |      |          |      |      |            |      |      |

## 改名歴
- 旭秀鵬 佑司（きょくしゅうほう ゆうじ）2007年5月場所 - 2010年1月場所
- 旭秀鵬 滉規（きょくしゅうほう こうき）2010年3月場所 - 2022年1月場所